# ストリップステーキ
ストリップステーキ(Strip steak)は、ウシのショートロインを用いたビーフステーキである。あまり動かない最長筋からなるため、柔らかい肉となるが、近い部位の大腰筋からなるテンダーロインほどは柔らかくない。テンダーロインとは異なり、かなり大きな肉が得られ、大きなポーションに切り分けることができる。

## 別名
全米肉牛生産者協会によると、アメリカ合衆国国内では、アンバサダーステーキ、ボンレスクラブステーキ、ホテルスタイルステーキ、カンザスシティステーキ、トップロイン、ヴェイニーステーキ、ニューヨークステーキ等、様々な名前で市販されている。ニューヨークで1827年に開業したデルモニコスでは、店名を冠したメニューの1つとして、ショートロインのステーキを「デルモニコステーキ」としてメニューに載せている。この都市の名前を取って、ニューヨークストリップステーキとも呼ばれる。
ニュージーランドやオーストラリアでは、ポーターハウス又はサーロイン（ストリップロインステーキ）として知られ、Handbook of Australian Meatでは、2140-2143番として記載がある。イギリスでは、サーロインと呼ばれ、アイルランドではストリップロインと呼ばれる。またカナダではストリップロイン、フランスではコントレフィレと呼ばれる。

## 関連する部位
肋骨やテンダーロインの一部が付いたものは、Tボーンステーキやポーターハウスステーキと呼ばれる。違いは、ポーターハウスの方が尻に近い部位で、テンダーロインを多く含むことである。ストリップステーキは、骨付きまたは骨無しで売られる。多くのレシピで、Tボーンステーキやポーターハウスステーキまた時にヒレステーキやリブアイステーキの代替とすることができる。
テンダーロインを含まない骨付きのストリップステーキは、シェルステーキと呼ばれることもある。